# Johann Gottlob Krafft
Johann Gottlob Krafft (* 11. Oktober 1789 in Duisburg; † 5. Januar 1830) war reformierter Pfarrer, Superintendent und Konsistorialrat in Köln.

## Leben
Kraffts Vater war der reformierte Pastor Elias Christoph Krafft, sein Bruder Christian Krafft, gleichfalls ein Theologe. Beider Großvater war Johann Wilhelm Krafft.
Nachdem er 1808 bis 1811 Theologie an der Universität Duisburg studiert hatte, kam er als reformierter Prediger ins Dorf Schöller bei Elberfeld (seit 1975 vereint zu Wuppertal), wo er Muße zu weiteren Studien hatte und einen kleinen Kreis jüngerer Gelehrter fand, wie den Vorsteher der weiblichen Bildungsanstalt zu Barmen und Verfasser der Teutschen Geschichte für Schulen Kohlrausch, den Pastor und Verfasser der Glockentöne Friedrich Strauß, den Verfasser von Lehrbüchern und Historiker August Rauschenbusch, den Pfarrer zu Düssel Franz Friedrich Graeber, den Pfarrer zu Mettmann Johann Abraham Küpper.
Krafft widmete sich in diesen Jahren hauptsächlich einer ästhetischen Richtung und arbeitete an der von Kohlrausch redigierten Zeitschrift Aehrenlese und dem westphälischen Archiv. 
Der politische Umschwung seit der Schlacht von Leipzig 1813 machte den ästhetischen Studien ein Ende und wurde zum Auslöser, an der Erneuerung des deutschen Vaterlandes, insbesondere der evangelischen Kirche mitzuarbeiten. 1814 wurde er nach der soeben von der französischen Herrschaft freigewordenen Stadt Köln als reformierter Pastor berufen und bald nach der preußischen Okkupation (1815) als Mitglied des neugebildeten Konsistoriums für die damalige Provinz Jülich-Kleve-Berg (nördliche Hälfte der preußischen Rheinprovinz) angestellt. 
Ein Typhusfieber, das er sich 1815 in den Kölner Militärlazaretten zugezogen hatte, schwächte ihn. Nach dem Tod seiner ersten Frau im folgenden Jahr erzog er seinen Sohn allein.
Die Arbeit für die Neuorganisation der evangelischen Kirchen dieser Provinz, die Gründung von Vereinen zur Belebung der Gemeindetätigkeit, Seelsorge in der ihm anvertrauten Gemeinde, sowie bis 1819 die Militärseelsorge der Garnison, angestrengte homiletische Tätigkeit und lebhafter amtlicher und privater Briefwechsel zehrten an seinen Kräften.

## Bedeutung
Krafft, der sich u. a. in der Begründung studentischer Missions- und Bibelvereine hervortat, war der erste Hochschullehrer, der über Missionsgeschichte las (1825). Man sieht in seiner Person den eigentlichen Begründer der theologischen Richtung der Erlanger Schule, die sich u. a. in seines Bruders nachmaligen Schwiegersohn C.H. Karl von Burger entfalten sollte.

## Ehe und Kinder
- Er heiratete Sophie, eine geb. Strauß († 1816), Tochter des Kirchspielpastors Strauß zu Iserlohn († 1816) und Schwester von Friedrich Strauß.
  - Karl Johann Friedrich Wilhelm Krafft (* 25. November 1814 in Köln; † 11. März 1898 in Elberfeld); Pfarrer und Kirchenhistoriker
- In zweiter Ehe heiratete er Louise, geb. Vorster (1797–1864).
  - Wilhelm Ludwig Krafft (1821–1897); Theologieprofessor in Bonn.

## Werke
- Die Einheit der protestantischen Kirche, dargestellt in den Lehren derselben vom göttlichen Worte und der christlichen Kirche; 1817
- Erbauliche Schriften für Gefangene
- Noah in der Sündfluth oder des Glaubens erretende Kraft in den göttlichen Strafgerichten : predigt gehalten ... Köln den 3. Advent 1825 / von J. G. Krafft. - Köln : Dietz, 1826. Digitalisierte Ausgabe der Universitäts- und Landesbibliothek Düsseldorf